# James 250cc-modellen 1924-1939
De James 250cc-modellen 1924-1939 vormen een serie 250cc-motorfietsen die het Britse merk James voor de Tweede Wereldoorlog produceerde. 

## Voorgeschiedenis
James was pas serieus begonnen met de levering van conventionele motorfietsen in 1911, nadat men drie jaar lang de bijzondere maar ook afwijkende James Safety Modellen met enkelzijdige wielophanging en naafbesturing had gemaakt. Er volgden de 558cc-James 3½ HP-modellen en de 600cc-James 4½ HP-modellen, maar in 1915 begon James ook met de productie van een veel lichter tweetaktmodel, dat bedoeld was voor dagelijks gebruik en woon-werkverkeer: Het James Model 8 Lightweight. Dat 225cc-model kreeg in 1921 een grotere (240 cc) motor en bleef tot 1924 in productie. Het was in de laatste jaren van zijn bestaan wel verbeterd, o.a. door de toevoeging van een kickstarter, maar het had slechts twee versnellingen. 

## 250cc-modellen
In 1924 verscheen ook het eerste 250cc-zijklepmodel, waarmee James voorlopig afstapte van de tweetaktmotoren. Het nieuwe model was wel vijf pond duurder: 50 pond i.p.v. 45 pond. In de loop van de komende jaren werkte James hard aan de 250cc-modellen. Ze kregen als eerste (sinds de Safety Modellen) kopklepmotoren en werden lang in drie uitvoeringen geleverd: kopklepper, zijklepper en toch weer tweetakten, maar nu van tweetaktspecialist Villiers. In 1936 werden de 250cc-modellen zelfs de zwaarste motorfietsen die James kon leveren. 

### 1924: Model 14
Het Model 14 uit 1924 had een zijklepmotor met een boring-slagverhouding van 64 x 77,5 mm en een cilinderinhoud van 249,3 cc. Er was een James-drieversnellingsbak met een koppeling en een kickstarter toegepast. De machine had rondom trommelremmen, een bagagedrager met gereedschapstasjes en een achterwielstandaard. Het werd als sportmodel verkocht, met een laag sportstuur en verstelbare voetsteunen. Omdat het Model 8 Lightweight in dit jaar nog geleverd werd, vervulde dat de rol van toermodel, met een hoger stuur en treeplanken. Het Model 14 kostte 50 pond, maar tegen meerprijs kon men ook een Lucas-Magdynette (£ 8) of een M.L. Maglita (£ 7) toevoegen. Beide apparaten waren magneten die voor de ontsteking nodig waren, maar die daarnaast ook de (als accessoire leverbare) elektrische verlichting van stroom voorzagen. 

### 1925-1927: Model 17 en Model 17a
De komst van het Model 17 in 1925 was technisch geen vooruitgang. Dit model kreeg weer een tweeversnellingsbak, maar ook weer de ouderwetse dummy belt rim brake achter en de velgrem voor van het Model 8 Lightweight. Daar stond tegenover dat het frame verbeterd was. Het was nu een soort dubbel wiegframe dat niet onder het carter door liep, maar er bovenlangs. De verstelbare voetsteunen bleven en het stuur werd wat hoger, waardoor de machine minder sportief werd. De gereedschapstasjes zaten niet meer aan het bagagerek, maar waren vervangen door één, met leer bekleed kastje tussen de framebuizen onder het zadel. De wat ouderwetste uitvoering was waarschijnlijk nodig om de prijs te drukken, want het Model 17 kostte slechts 44 pond, een prijs die in 1926 weer zakte naar 40 pond. Er was wel een identiek model met drie versnellingen leverbaar, het Model 17a, dat alleen in 1925 werd geleverd.

## 1928 en 1929
In 1928 en 1929 werden er geen 250cc-modellen geleverd. In deze periode wijzigde James een groot aantal andere modellen, die overgingen van flattanks op zadeltanks, waarvoor ook andere frames nodig waren. In 1929 schakelde men over op een nieuwe modellenaanduiding, gerelateerd aan het productiejaar. De 1929-modellen kregen de letter A, 1930 de letter B, enz. 

### 1930: Model B7 en Model B8
Bij de 250cc-modellen kwam er lijn in de modelaanduiding: B voor 1930, 7 voor de zijklepmotor en 8 voor de nieuwe Villiers-tweetaktmotor.
James had de tweejarige afwezigheid van de 250cc-modellen ook gebruikt om deze machines helemaal te herzien. Het Model B7 Super Sports De Luxe had een nieuwe motor gekregen, met dezelfde cilindermaten, maar met een voorover hellende cilinder. De trommelremmen waren weer terug en de machine had een zadeltank en een nieuw enkel wiegframe dat nu wel onder het blok door liep. Behalve de ontstekingsmagneet had de machine ook een aparte 6-volt-dynamo, een accu en standaard elektrische verlichting, een ampèremeter, gereedschapstas met boordgereedschap en een bandenpompje. Het Model B8 Super Sports Two Stroke De Luxe moest voldoen aan de vraag naar een sterke tweetaktmotor, waarvoor de motor bij Villiers uit Wolverhampton werd ingekocht. Deze motor had de "Villiers automatic lubrication", een vorm van smering met een extra olietank met handpomp om de cilinderwand en de krukaslagers te smeren. 

### 1931: Model C5, Model C7 en Model C8
In 1931 was de modelaanduiding C voor het jaar, 7 voor de zijklepmotor, 8 voor de tweetaktmotor en - nieuw - 5 voor de kopklepmotor. Alle modellen, hadden tot dit moment hun gasbediening met een manette gehad, maar de beide viertakten kregen nu een twist grip. Het Model C5 was helemaal nieuw, met een stoterstangen-kopklepmotor met een dubbele uitlaatpoort, twee sportieve fishtail pipes en een eigen parallellogramvork van James met een centrale veer met schokdemper. De total loss smering werd vervangen door een geheel automatisch wet-sumpsysteem. Verder had de machine drie versnellingen en ze werd nu geleverd met een Amal-carburateur. De machine had een volledige Lucas-6-volt-installatie met een nieuwe dynamo. Het Model C7 had nog steeds een zijklepmotor, maar deelde in de vernieuwingen die het Model C5 bracht: de twist grip, de nieuwe voorvork en de elektrische installatie. Het Model C8 profiteerde van de overname van Baker in dit jaar. Het rijwielgedeelte was helemaal van het voormalige merk Baker: het gepatenteerde Baker-duplexframe met middenbok en de gepatenteerde Baker-parallellogramvork met hydraulische schokdemper. Ook het Model C8 kreeg een nieuwe 6-volt-installatie, maar van het merk Miller, waarschijnlijk omdat Villiers daar meer ervaring mee had. 

### 1932: Model D5, Model D7 en Model D8
Ten opzichte van de modellen uit 1931 bleven de machines ongewijzigd, met uitzondering van de elektrische installatie van de beide viertakten (D5 en D7), die van Maglita kwam, maar dat merk was in 1930 ook eigendom van Joseph Lucas geworden. 

### 1933: Model E7 Mercury en Model E8
In 1933 kwam er geen nieuw kopklepmodel. Het zijklep-Model E7 kreeg daarom een wat meer sportieve uitstraling: de fishtail pipe,  vier handgeschakelde versnellingen en de toevoeging "Mercury". Bovendien kwam er een nieuwe olietank, want de total loss smering werd vervangen door een dry-sumpsysteem. Het tweetaktmodel E8 kreeg een nieuwe Villiers Long Stroke-motor, waarbij de boring kleiner werd (van 67 naar 63 mm) en de slag langer (van 70 naar 80 mm). Vanwege de dubbele uitlaatpoort kreeg het ook twee uitlaten. 

### 1934: Model F5, Model F7 en Model F8
Met het Model F5 kwam de kopklepmotor weer in het programma, maar nu met vier versnellingen die voetgeschakeld waren. Het uitlaatsysteem was ook nieuw: twee swept back pipes zonder fishtail-demper. Bovendien had ook deze motor nu een dry-sumpsysteem met aparte olietank. Het Model F7 was identiek aan het Model E7 Mercury en het Model F8 had als enige wijzigingen verstelbare voetsteunen en de Lucas-elektrische installatie. 

### 1935: Model G5, Model G7 en Model G8
De modellen G5 en G7 kregen in navolging van het Model F8 ook verstelbare voetsteunen. Opmerkelijk genoeg kregen zowel de G7 als de G8 weer drie versnellingen.

### 1936: Model H8 en Model H9
In 1936 was het modellenpalet van James sterk ingekrompen. Met het verdwijnen van de 350cc-modellen in 1932 en de 500cc-modellen in 1935 waren de 250cc-modellen de zwaarste machines die James leverde. Maar James stopte ook vrijwel geheel met de productie van eigen motoren. Alleen de 150cc-James H15 en James H16 hadden nog een eigen James-tweetaktmotortje. Daarom kwam er ook geen Model H5 of H7, maar wel een tweede tweetaktmodel met Villiers-long stroke-tweetakt, het Model H9. Uiterlijk waren beide modellen identiek maar het Model H9 werd geadverteerd als "deflectorless piston". Dat betekende dat het nu een vlakke zuiger had, in tegenstelling tot het Model H8 en alle voorgangers, die nog kamzuigers hadden. Technisch betekende dat een flinke vooruitgang, want de kamzuiger had grote nadelen, v.w.b. het gewicht van de zuiger maar ook voor de gasstromen in de tweetaktcilinder. Bij dit model verviel ook de extra handsmering. De machine werd uitsluitend door mengsmering gesmeerd.

### 1937: Model I8 en Model I9
De modellen I8 en I9 waren ten opzichte van de modellen H8 en H9 vrijwel ongewijzigd, maar de H9 kreeg als "De Luxe Super Sport" meer accessoires, zoals een vetspuit, tankpads en beenschilden. 

### 1938: Model J8 en Model J9
De modellen J8 en J9 waren ten opzichte van de modellen I8 en I9 ongewijzigd.

### 1939: Model K8 en Model K9
Het Model K8 kreeg weer de oude motormaten met de kortere slag, het Model K9 behield de vlakke zuigermotor en had als kleine wijziging een peilstokje aan de olievuldop.

## Na 1939
Na 1939 werd de productie van James vrijwel geheel beëindigd. Alleen de autocycles Model L18 en Model L20 werden in 1940 geproduceerd. Pas in 1943 begon op kleine schaal de productie van de James Military Lightweight. Pas in 1957 kwam er weer een 250cc-model, de  Commodore L25. 

## Technische gegevens
| Model                  | 14                                  | 17                                                         | 17a                                       | B7                                  | B8                                  | C5                                  | C7                                  | C8                                  | D5                                  |
| ---------------------- | ----------------------------------- | ---------------------------------------------------------- | ----------------------------------------- | ----------------------------------- | ----------------------------------- | ----------------------------------- | ----------------------------------- | ----------------------------------- | ----------------------------------- |
| Periode                | 1924                                | 1925-1927                                                  | 1925                                      | 1930                                | 1930                                | 1931                                | 1931                                | 1931                                | 1932                                |
| Categorie              | Sportmodel                          | Sportmodel                                                 | Sportmodel                                | Sportmodel                          | Sportmodel                          | Sportmodel                          | Sportmodel                          | Sportmodel                          | Sportmodel                          |
| Motortype              | Zijklep                             | Zijklep                                                    | Zijklep                                   | Zijklep                             | Tweetakt                            | Kopklep                             | Zijklep                             | Tweetakt                            | Kopklep                             |
| Bouwwijze              | Dwarsgeplaatste staande eencilinder | Dwarsgeplaatste staande eencilinder                        | Dwarsgeplaatste staande eencilinder       | Dwarsgeplaatste staande eencilinder | Dwarsgeplaatste staande eencilinder | Dwarsgeplaatste staande eencilinder | Dwarsgeplaatste staande eencilinder | Dwarsgeplaatste staande eencilinder | Dwarsgeplaatste staande eencilinder |
| Koeling                | Lucht                               | Lucht                                                      | Lucht                                     | Lucht                               | Lucht                               | Lucht                               | Lucht                               | Lucht                               | Lucht                               |
| Boring                 | 64 mm                               | 64 mm                                                      | 64 mm                                     | 64 mm                               | 67 mm                               | 64 mm                               | 64 mm                               | 67 mm                               | 64 mm                               |
| Slag                   | 77.5 mm                             | 77.5 mm                                                    | 77.5 mm                                   | 77.5 mm                             | 70 mm                               | 77.5 mm                             | 77.5 mm                             | 70 mm                               | 77,5 mm                             |
| Cilinderinhoud         | 249,3 cc                            | 249,3 cc                                                   | 249,3 cc                                  | 249,3 cc                            | 246,8 cc                            | 249,3 cc                            | 249,3 cc                            | 246,8 cc                            | 249,3 cc                            |
| Carburateur(s)         | Onbekend                            | Onbekend, in 1926: AMAC of Mills in 1927: AMAC of Villiers | Onbekend                                  | Binks                               | Villiers                            | Amal                                | Amal                                | Villiers                            | Amal                                |
| Smeersysteem           | Total loss                          | Total loss                                                 | Total loss                                | Total loss                          | Villiers automatic lubrication      | Wet-sump                            | Total loss                          | Villiers automatic lubrication      | Wet-sump                            |
| Primaire aandrijving   | Ketting                             | Ketting                                                    | Ketting                                   | Ketting                             | Ketting                             | Ketting                             | Ketting                             | Ketting                             | Ketting                             |
| Versnellingen          | 3                                   | 2                                                          | 3                                         | 3                                   | 3                                   | 3                                   | 3                                   | 3                                   | 3                                   |
| Secundaire aandrijving | Ketting                             | Ketting                                                    | Ketting                                   | Ketting                             | Ketting                             | Ketting                             | Ketting                             | Ketting                             | Ketting                             |
| Rijwielgedeelte        | Open wiegframe                      | Dubbel wiegframe                                           | Dubbel wiegframe                          | Enkel wiegframe                     | Enkel wiegframe                     | Enkel wiegframe                     | Enkel wiegframe                     | Enkel wiegframe                     | Enkel wiegframe                     |
| Voorvork               | Parallellogramvork                  | Parallellogramvork                                         | Parallellogramvork                        | Parallellogramvork                  | Parallellogramvork                  | Parallellogramvork                  | Parallellogramvork                  | Parallellogramvork                  | Parallellogramvork                  |
| Achtervork             | Star                                | Star                                                       | Star                                      | Star                                | Star                                | Star                                | Star                                | Star                                | Star                                |
| Remmen                 | Trommelremmen                       | Velgrem voor, dummy belt rim brake achter                  | Velgrem voor, dummy belt rim brake achter | Trommelremmen                       | Trommelremmen                       | Trommelremmen                       | Trommelremmen                       | Trommelremmen                       | Trommelremmen                       |
| Model                  | D7                                  | D8                                                         | E7 Mercury                                | E8                                  | F5                                  | F7                                  | F8                                  | G5                                  | G7                                  |
| Periode                | 1932                                | 1932                                                       | 1933                                      | 1933                                | 1934                                | 1934                                | 1934                                | 1935                                | 1935                                |
| Categorie              | Sportmodel                          | Sportmodel                                                 | Sportmodel                                | Sportmodel                          | Sportmodel                          | Sportmodel                          | Sportmodel                          | Sportmodel                          | Sportmodel                          |
| Motortype              | Zijklep                             | Tweetakt                                                   | Zijklep                                   | Tweetakt                            | Kopklep                             | Zijklep                             | Tweetakt                            | Kopklep                             | Zijklep                             |
| Bouwwijze              | Dwarsgeplaatste staande eencilinder | Dwarsgeplaatste staande eencilinder                        | Dwarsgeplaatste staande eencilinder       | Dwarsgeplaatste staande eencilinder | Dwarsgeplaatste staande eencilinder | Dwarsgeplaatste staande eencilinder | Dwarsgeplaatste staande eencilinder | Dwarsgeplaatste staande eencilinder | Dwarsgeplaatste staande eencilinder |
| Koeling                | Lucht                               | Lucht                                                      | Lucht                                     | Lucht                               | Lucht                               | Lucht                               | Lucht                               | Lucht                               | Lucht                               |
| Boring                 | 64 mm                               | 67 mm                                                      | 64 mm                                     | 63 mm                               | 64 mm                               | 64 mm                               | 63 mm                               | 64 mm                               | 64 mm                               |
| Slag                   | 77,5 mm                             | 70 mm                                                      | 77,5 mm                                   | 80 mm                               | 77,5 mm                             | 77,5 mm                             | 80 mm                               | 77,5 mm                             | 77,5 mm                             |
| Cilinderinhoud         | 249,3 cc                            | 246,8 cc                                                   | 249,3 cc                                  | 249,4 cc                            | 249,3 cc                            | 249,3 cc                            | 249,4 cc                            | 249,3 cc                            | 249,3 cc                            |
| Carburateur(s)         | Amal                                | Villiers                                                   | Amal                                      | Villiers                            | Amal                                | Amal                                | Villiers                            | Amal                                | Amal                                |
| Smeersysteem           | Total loss                          | Villiers automatic lubrication                             | Dry-sump                                  | Villiers automatic lubrication      | Dry-sump                            | Dry-sump                            | Villiers automatic lubrication      | Dry-sump                            | Dry-sump                            |
| Primaire aandrijving   | Ketting                             | Ketting                                                    | Ketting                                   | Ketting                             | Ketting                             | Ketting                             | Ketting                             | Ketting                             | Ketting                             |
| Versnellingen          | 3                                   | 3                                                          | 4                                         | 3                                   | 4                                   | 4                                   | 3                                   | 4                                   | 3                                   |
| Secundaire aandrijving | Ketting                             | Ketting                                                    | Ketting                                   | Ketting                             | Ketting                             | Ketting                             | Ketting                             | Ketting                             | Ketting                             |
| Rijwielgedeelte        | Enkel wiegframe                     | Enkel wiegframe                                            | Enkel wiegframe                           | Open wiegframe                      | Enkel wiegframe                     | Enkel wiegframe                     | Open wiegframe                      | G5                                  | G7                                  |
| Voorvork               | Parallellogramvork                  | Parallellogramvork                                         | Parallellogramvork                        | Parallellogramvork                  | Parallellogramvork                  | Parallellogramvork                  | Parallellogramvork                  | Parallellogramvork                  | Parallellogramvork                  |
| Achtervork             | Star                                | Star                                                       | Star                                      | Star                                | Star                                | Star                                | Star                                | Star                                | Star                                |
| Remmen                 | Trommelremmen                       | Trommelremmen                                              | Trommelremmen                             | Trommelremmen                       | Trommelremmen                       | Trommelremmen                       | Trommelremmen                       | Trommelremmen                       | Trommelremmen                       |
| Model                  | G8                                  | H8                                                         | H9                                        | I8                                  | I9                                  | J8                                  | J9                                  | K8                                  | K9                                  |
| Periode                | 1935                                | 1936                                                       | 1936                                      | 1937                                | 1937                                | 1938                                | 1938                                | 1939                                | 1939                                |
| Categorie              | Sportmodel                          | Sportmodel                                                 | Sportmodel                                | Sportmodel                          | Sportmodel                          | Sportmodel                          | Sportmodel                          | Sportmodel                          | Sportmodel                          |
| Motortype              | Tweetakt                            | Tweetakt                                                   | Tweetakt                                  | Tweetakt                            | Tweetakt                            | Tweetakt                            | Tweetakt                            | Tweetakt                            | Tweetakt                            |
| Bouwwijze              | Dwarsgeplaatste staande eencilinder | Dwarsgeplaatste staande eencilinder                        | Dwarsgeplaatste staande eencilinder       | Dwarsgeplaatste staande eencilinder | Dwarsgeplaatste staande eencilinder | Dwarsgeplaatste staande eencilinder | Dwarsgeplaatste staande eencilinder | Dwarsgeplaatste staande eencilinder | Dwarsgeplaatste staande eencilinder |
| Koeling                | Lucht                               | Lucht                                                      | Lucht                                     | Lucht                               | Lucht                               | Lucht                               | Lucht                               | Lucht                               | Lucht                               |
| Boring                 | 63 mm                               | 63 mm                                                      | 63 mm                                     | 63 mm                               | 63 mm                               | 63 mm                               | 63 mm                               | 67 mm                               | 63 mm                               |
| Slag                   | 80 mm                               | 80 mm                                                      | 80 mm                                     | 80 mm                               | 80 mm                               | 80 mm                               | 80 mm                               | 70 mm                               | 80 mm                               |
| Cilinderinhoud         | 249,4 cc                            | 249,4 cc                                                   | 249,4 cc                                  | 249,4 cc                            | 249,4 cc                            | 249,4 cc                            | 249,4 cc                            | 246,8 cc                            | 249,4 cc                            |
| Carburateur(s)         | Villiers                            | Villiers                                                   | Villiers                                  | Villiers                            | Villiers                            | Villiers                            | Villiers                            | Villiers                            | Villiers                            |
| Smeersysteem           | Villiers automatic lubrication      | Villiers automatic lubrication                             | Villiers automatic lubrication            | Villiers automatic lubrication      | Villiers automatic lubrication      | Villiers automatic lubrication      | Mengsmering                         | Onbekend                            | Mengsmering                         |
| Primaire aandrijving   | Ketting                             | Ketting                                                    | Ketting                                   | Ketting                             | Ketting                             | Ketting                             | Ketting                             | Ketting                             | Ketting                             |
| Versnellingen          | 3                                   | 3                                                          | 3                                         | 3                                   | 3                                   | 3                                   | 3                                   | 3                                   | 3                                   |
| Secundaire aandrijving | Ketting                             | Ketting                                                    | Ketting                                   | Ketting                             | Ketting                             | Ketting                             | Ketting                             | Ketting                             | Ketting                             |
| Rijwielgedeelte        | Open wiegframe                      | Open wiegframe                                             | Open wiegframe                            | Open wiegframe                      | Open wiegframe                      | Open wiegframe                      | Open wiegframe                      | Open wiegframe                      | Open wiegframe                      |
| Voorvork               | Parallellogramvork                  | Parallellogramvork                                         | Parallellogramvork                        | Parallellogramvork                  | Parallellogramvork                  | Parallellogramvork                  | Parallellogramvork                  | Parallellogramvork                  | Parallellogramvork                  |
| Achtervork             | Star                                | Star                                                       | Star                                      | Star                                | Star                                | Star                                | Star                                | Star                                | Star                                |
| Remmen                 | Trommelremmen                       | Trommelremmen                                              | Trommelremmen                             | Trommelremmen                       | Trommelremmen                       | Trommelremmen                       | Trommelremmen                       | Trommelremmen                       | Trommelremmen                       |